# Tarragona, Davao Oriental

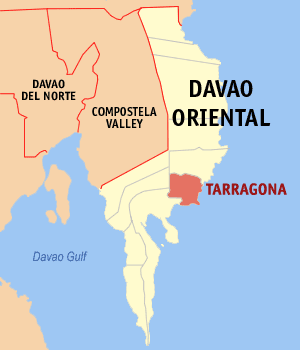
Bản đồ của Davao Oriental với vị trí của Tarragona

Tarragona là một đô thị hạng 4 ở tỉnh Davao Oriental, Philippines. Theo điều tra dân số năm 2000, đô thị này có dân số 22.846 người trong 4.458 hộ.

## Các đơn vị hành chính
Tarragona được chia thành 10 barangay.
- Cabagayan
- Central (Pob.)
- Dadong
- Jovellar
- Limot
- Lucatan
- Maganda
- Ompao
- Tomoaong
- Tubaon